# Мачерата
Мачерата (італ. Macerata) — муніципалітет в Італії, у регіоні Марке, столиця провінції Мачерата.
Мачерата розташована на відстані близько 180 км на північний схід від Рима, 36 км на південь від Анкони.
Населення — 42 731 особа (2014).

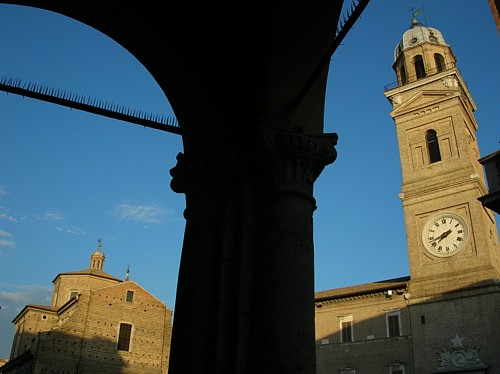

Щорічний фестиваль відбувається 31 серпня. Покровитель — San Giuliano l'ospitaliere.

## Демографія
Населення за роками:

Станом на 1 січня 2023 року в муніципалітеті офіційно проживало 4660 іноземців з 112 країн, серед них 690 громадян країн Євросоюзу та 203 громадяни України.

## Сусідні муніципалітети
- Аппіньяно
- Корридонія
- Монтекассіано
- Монтелупоне
- Морровалле
- Полленца
- Реканаті
- Толентіно
- Трея

## Особи

### Народилися
- Джузеппе Туччі (1894—1984) — італійський тибетолог, індолог і релігієзнавець.
- Данте Ферретті — італійський художник кіно, артдиректор та художник по костюмах.